# Брамбилья, Эмилио
Эмилио Брамбилья (итал. Emilio Brambilla; 26 июня 1882, Милан — 17 октября 1938, Варезе, Ломбардия) — итальянский легкоатлет-универсал. Участник летних Олимпийских игр 1908 года.

## Биография
Эмилио Брамбилья родился 26 июня 1882 года в итальянском городе Милан.
Выступал в легкоатлетических соревнованиях за миланский «Форца э Корраджо», в котором ранее занимался гимнастикой. В 1910 году стал чемпионом Италии в беге на 110 метров с барьерами.
В 1906 году вошёл в состав сборной Италии на внеочередных летних Олимпийских играх в Афинах. В прыжках в длину с места занял 16-е место, показав результат 2,725 метра и уступив 0,575 метра завоевавшему золото Рэю Юри из США. В античном пятиборье занял 19-е место, набрав 48 очков и уступив 24 очка завоевавшему золото Хьялмару Мелландеру из Швеции. Также был заявлен в марафонском беге, прыжках в длину, высоту и с шестом, но не вышел на старт.
В 1908 году вошёл в состав сборной Италии на летних Олимпийских играх в Лондоне. В беге на 200 метров занял в четвертьфинале последнее, 2-е место, уступив 0,7 секунды победителю забега Бобби Клауену из США. В метании копья свободным стилем выбыл в квалификации. Также был заявлен в беге на 100 метров, беге на 110 метров с барьерами и тройном прыжке, но не вышел на старт.
В 1929 году опубликовал книгу «Atletica Leggera», которая была ценным источником для легкоатлетов и тренеров довоенного периода.
Умер 17 октября 1938 года в итальянском городе Варесе.